# Isotoma nivalis
Isotoma nivalis (лат.) — вид коллембол рода Isotoma (Desoria) из семейства изотомид (Isotomidae). Европа.

## Описание
Мелкие коллемболы (2—3 мм). Холодолюбивый вид, который чаще всего встречается вблизи снежных полей, в мокром мху, а также высоко в горах в гнёздах грызунов. Реже проникает в верхнюю границу леса. Редкий или обычный. Встречается в горах Европы (Альпы и Карпаты).